# William Cameron Forbes
William Cameron Forbes (Milton, 21 maggio 1870 – Boston, 24 dicembre 1959) è stato un banchiere e diplomatico statunitense.
Fu Governatore generale delle Filippine dal 1908 al 1913 ed ambasciatore degli Stati Uniti in Giappone dal 1930 al 1932.

## Biografia
Figlio di William Hathaway Forbes, presidente della Bell Telephone Company, e di Edith Emerson, una delle figlie di Ralph Waldo Emerson, nipote di James Grant Forbes e discendente di Francis Blackwell Forbes. Dopo la laurea ad Harvard nel 1892, iniziò la propria carriera affaristica, appoggiandosi alla J. M. Forbes and Company.

### Filippine
Durante l'amministrazione del presidente William Howard Taft, Forbes divenne Governatore generale delle Filippine dal 1909 al 1913.  Precedentemente, durante l'amministrazione del presidente Theodore Roosevelt, egli fu commissario del Commercio e della Polizia nel governatorato delle Filippine dal 1904 al 1908; inoltre fu Vice-Governatore dal 1908 al 1909.
Durante la sua permanenza nelle Filippine, Forbes rivestì anche il ruolo di presidente della Philippine Amateur Athletic Association dal 1911 al 1913 e fu tra i promotori dei Giochi dell'Estremo Oriente, la cui prima edizione si tenne a Manila.
Nel 1921, il presidente Warren Harding inviò Forbes e Leonard Wood come dirigenti della Wood-Forbes Commission per investigare sulle condizioni delle Filippine. La Commissione concluse che le Filippine non erano ancora pronte per l'indipendenza dagli Stati Uniti, riscrontrando numerose criticità che affliggevano le isole.

### Haiti
Nel 1930, Forbes fu nominato dal presidente Herbert Hoover capo di una commissione incaricata di investigare sulle ragioni delle ribellioni dei Cacos ad Haiti, paese occupato dagli Stati Uniti nel 1915.

### Giappone
Forbes fu nominato dal presidente Hoover ambasciatore degli Stati Uniti in Giappone, carica che ricoprì dal 1930 al 1932.

### Ultimi anni
Forbes ricevette una LL.D. from Bates College nel 1932. Egli fu nel Board of Trustees, Carnegie Institution of Washington e membro perenne della Corporation, Massachusetts Institute of Technology. Fece parte del comitato Foundation for the Study of Cycles dal 1941. Morì, senza essersi mai sposato, nel 1959.

## Opere
I suoi scritto sono conservati presso la Houghton Library e l'Harvard University. Copie del suo diario sono alla biblioteca del Congresso e presso la Massachusetts Historical Society di Boston. I resoconti della Forbes Commission's Haitian analysis sono conservati alla biblioteca del Congresso.
Scrisse vari libri ed articoli:
- 1921 -- The Romance of Business
- 1935 -- Fuddlehead by Fuddlehead (autobiografia) the Massachusetts Historical Society, Boston.
- 1936 -- "A Survey of Developments in the Philippine Movement for Independence," Proceedings of the Massachusetts Historical Society, 1932-1936.
- 1939 -- "American Policies in the Far East," Proceedings of the American Academy of Arts and Sciences  (Gennaio 1939).